# 3290 Azabu
3290 Azabu è un asteroide della fascia principale. Scoperto nel 1973, presenta un'orbita caratterizzata da un semiasse maggiore pari a 3,9729410 UA e da un'eccentricità di 0,1274687, inclinata di 2,77005° rispetto all'eclittica.